# Anahita centralis
Espèce
Anahita centralis est une espèce d'araignées aranéomorphes de la famille des Ctenidae.

## Distribution
Cette espèce se rencontre en Afrique centrale.

## Publication originale
- Benoit, 1977 : Études sur les Ctenidae africains (Araneae) IV. Espèces nouvelles du genre Anahita Karsch. Revue de zoologie africaine, vol. 91, p. 713-720.